# Hliðskjálf (album)
Hliðskjálf – szósty album studyjny projektu Burzum, wydany 1999 roku. Podobnie jak w przypadku poprzedniej płyty, Dauði Baldrs, „Hliðskjálf” został nagrany w całości na instrumentach klawiszowych, zaś poszczególne utwory inspirowane są mitologią skandynawską.

## Lista utworów
Opracowano na podstawie materiału źródłowego.
| Nr | Tytuł utworu              | Długość |
| -- | ------------------------- | ------- |
| 1. | „Tuistos Herz”            | 6:13    |
| 2. | „Der Tod Wuotans”         | 6:43    |
| 3. | „Ansuzgardaraiwô”         | 4:28    |
| 4. | „Die Liebe Nerþus’”       | 2:14    |
| 5. | „Frijôs Einsames Trauern” | 6:15    |
| 6. | „Einfühlungsvermögen”     | 3:55    |
| 7. | „Frijôs Goldene Tränen”   | 2:38    |
| 8. | „Der Weinende Hadnur”     | 1:16    |
|    |                           | 33:42   |

## Twórcy
Opracowano na podstawie materiału źródłowego.
- Varg Vikernes (Count Grishnackh) - instrumenty klawiszowe, produkcja
- Tanya Stene[1][4] - okładka, oprawa graficzna
- Stephen O’Malley[4] - oprawa graficzna